# Rappahannock Academy, Virginia
Rappahannock Academy, Virginia är en kommunfri ort på landsbygden i Caroline County, Virginia. Den är beläget ungefär 21 km sydväst om Fredericksburg, Virginia.

## Befolkning
Eftersom orten inte utgör en census designated place finns inte några officiella befolkningssiffror för området. En uppgift säger att det fanns 459 invånare år 2014. En annan uppgift säger att det fanns 293 invånare samma år.

## Namn
Orten har fått sitt namn efter postkontoret Rappahannock Academy (postnummer 22538). Detta är uppkallat efter ett sedan länge nedlagt militärläroverk.

## Historia
Orten har sitt ursprung i en anglikansk kyrka - Mount Church - som byggdes där omkring 1750. 1808 såldes prästgårdsjorden och intäkterna användes för att grunda en skola. Kyrkobyggnaden blev lärosalar för den nygrundade Rappahannock Academy Military School, som var verksamt 1813-1873.. Under amerikanska inbördeskriget låg Stonewall Jacksons armékår i vinterläger vid Rappahannock Academy vintern 1862-1863. Efter ett för orten ovanligt kraftigt snöfall åtföljt av töväder organiserade det lediga manskapet ett storartat snöbollskrig där över 10 000 personer deltog. Stonewall Jackson hade sitt högkvarter vid den närbelägna herrgården Moss Neck.